# 괴산군
괴산군(槐山郡)은 대한민국 충청북도 가운데에 있는 군이다. 군청 소재지는 괴산읍이고, 행정구역은 1읍 10면이다. 충청북도 충주시, 음성군, 증평군, 청주시, 보은군 및 경상북도 문경시, 상주시와 접한다.

## 지리
충청북도의 중앙 만곡부에 위치하며 소백산맥의 산세가 남동 경계에 미쳐서 북서를 향하여 낮아지고 있으나 군 내는 거의 대부분이 산지와 구릉이다. 다만 달천·음성천·보강천 등의 계곡류를 따라서 증평·청안·괴산·목도 등지를 중심으로 매우 좁은 곡저평지가 듬성듬성 있을 정도이다. 면적은 842.1km2이고, 인구는 2012년말 기준 37,713명이다.

## 지질
괴산군의 지질은 옥천 누층군과 화강암으로 구성된다. 괴산군 덕평리에는 우라늄 광화대가 있다.

## 역사
| Daedongyeojido (Gyujanggak) 14-04.jpg |
| Daedongyeojido (Gyujanggak) 15-03.jpg |

괴산·연풍·청안의 3군을 합군한 고장인 괴산은 고구려 때는 잉근내군(仍斤內郡)으로, 신라 때 괴양군(槐壤郡)으로 고치고, 고려 때는 괴주(槐州)로 고쳤다. 그 후 현종 9년(1018년) 충주에 속하고 후에 감무(監務)를 두었으며 조선 태종 3년(1403년) 지괴주사(知槐州事)로 고쳤으며 1413년 괴산군으로 고쳤다.
- 1895년 6월 23일(음력 윤5월 1일) 충주부 괴산군으로 개편하였다.[2]
- 1896년 8월 4일 충청북도 괴산군으로 개편하였다.[3]
- 1914년 4월 1일 괴산군, 연풍군, 청안군(서면 제외), 청주군 청천면, 충주군 감물면, 율지면을 괴산군으로 통폐합하였다.[4]

| 부령 제111호 |                | |
| 구 행정구역 | 신 행정구역    | 신 행정구역 |
| 괴산군 일도면(一道面) 대사동, 동부리/금산리 일부/(이도면) 대덕리 일부/인산리/수진리 일부, 서부리/금산리 일부/(이도면) 지남리 일부/수진리 일부 | 읍내면         | 대사리, 동부리, 서부리 |
| 괴산군 이도면(二道面) 대덕리 일부/(동상면) 송동리 일부, 내정용리 일부/외정용리/지남리 일부, 제월리/대덕리 일부 | 읍내면         | 대덕리, 정용리, 제월리 |
| 괴산군 서면(西面) 노동/송오리, 방축동/진암리 일부/국사당리 일부, 사장리 일부/진암리 일부/국사당리 일부, 남정리/둔기리/응암리/사장리 일부, 중리/진암리 일부/사장리 일부 | 사리면         | 노송리, 방축리, 사담리, 소매리, 중흥리 |
| 괴산군 남상면(南上面) 이곡리 일부/수암리 일부, 이곡리 일부/수산리 일부/수암리 일부, 화관리 일부/이곡리 일부/수산리 일부/(북상면) 고마동 일부 | 사리면         | 수암리, 이곡리, 화산리 |
| 괴산군 남중면(南中面) 지곡리 일부/대장동 일부, 전법리/허문리 일부, 송평리/지곡리 일부/허문리 일부, 신기리/침곡리 일부, 사양리/침곡리 일부, 유평리/허문리 일부/대장동 일부/(남상면) 수상리 일부 | 문광면         | 대명리, 문법리, 송평리, 신기리, 양곡리, 유평리 |
| 괴산군 남하면(南下面) 걸만리/신촌리, 여사앙리/방성동/노동, 옥성리/흑석리 일부, 흑석리 일부 | 문광면         | 광덕리, 방성리, 옥성리, 흑석리 |
| 괴산군 동상면(東上面) 두천리/갈전리 일부/(동하면) 검승리 일부, 갈은리/내사리 일부, 송동리 일부, 둔율리/외사리 일부/하원리 일부, 내사리 일부/외사리 일부/하원리 일부 | 칠성면         | 두천리, 사은리, 송동리, 율원리, 외사리 |
| 괴산군 동중면(東中面) 고읍전리/갈전리 일부, 도정리/갈전리 일부/사평리 일부/율리 일부, 사동/사평리 일부/(연풍군 장풍면) 비도동 일부, 쌍계리/쌍천리/(연풍군 장풍면) 비도동 일부, 지동/율리 일부 | 칠성면         | 갈읍리, 도정리, 사평리, 쌍곡리, 율지리 |
| 괴산군 북상면(北上面) 소암리 일부/고마동 일부/(남상면) 화관리 일부, 몽촌리, 소암리 일부, 고마동 일부/아성리 일부/(이도면) 내정용리 일부 | 소수면         | 고마리, 몽촌리, 소암리, 아성리 |
| 괴산군 북중면(北中面) 길동/지선리 일부/토옥동 일부, 수동/지선리 일부/(북하면) 항동 일부/노동, 석현리/토옥동 일부, 입암리/(북상면) 아성리 일부 | 소수면         | 길선리, 수리, 옥현리, 입암리 |
| 괴산군 북하면(北下面) 삽절리/와촌리/상사창리/하사창리/(불정면) 세평리 일부, 외석정리 일부/세평리 일부, 신기리, 신곡리/치동/항동 일부, 모내일리/개오개리/(불정면) 외석정리 일부/개오개리 일부/두촌리 일부 | 불정면         | 사창리, 세평리, 신기리, 신항리, 신흥리 |
| 괴산군 동하면(東下面) 능촌리/(이도면) 길동 | 불정면         | 능촌리 |
| 괴산군 불정면(佛頂面) 가야일리/가야이리/가야삼리 일부/외석정리 일부/(충주군 율지면) 놀미동 일부, 고현리 일부/문등리 일부, 연지동/삼방리/관전리/탑촌리/안촌리 일부/외릉리 일부, 앵촌리/신창리/사천리/문등리 일부, 영촌리/외릉리 일부/사현리 일부, 웅동리/후동리/곡촌리 일부/고현리 일부, 세곡리/야촌리/내석정리/철안리/외석정리 일부 | 불정면         | 목도리, 문등리, 삼방리, 앵천리, 외령리, 웅동리, 지장리 |
| 충주군 율지면(栗枝面) 창리/단풍리/목도리 일부/놀미동 일부, 추동/수산서리/외령리 일부/수산동리 일부, 모의리/모촌/탑평리/수산동리 일부 | 불정면         | 창산리, 추산리, 탑촌리 |
| 충주군 감물면(甘勿面) 모촌리 일부/(동하면) 검승리 일부/모촌리 일부, | 감물면         | 광전리, 검승리, 구월리, 매전리, 백양리, 오성리, 오창리, 이담리 |
| 청주군 청천면(靑川面) 강호리/대평리/장대리 일부, 월근리/거로리/봉곡리, 성암리/내고리/외고리, 관평리 일부, 한천리/청운리/삼인리/오리, 금평리, 토성리/중대전리 일부, 대치리, 구미동/산수동/신평리/죽리/명덕리, 중리/강정리/어룡리/도원리 일부, 우동/차동/내산막리/외산막리/도원리 일부, 소부동/성산동/의식리 일부/기곡리 일부/화동 일부, 사기막리 일부, 공림리/하적리/사담리, 신기리/삼락리/기곡리 일부/의식리 일부, 상신리, 선좌동/평리/북계리/장대리 일부, 선유동/명암리/송정리 일부/(괴산군 남하면) 관평리 일부, 중신리/월송리/마항리/하신리 일부, 좌솔리/여사왕리/중대전리 일부, 흑석리 일부/지촌리 일부/운교리 일부/사기막리 일부/(괴산군 남하면) 사기막리, 상월문리/하월문리, 이동/평촌리/송정리 일부, 해동/화동 일부/지경리, 요평리/거차비리/지촌리 일부/금담리 일부, 목동/창리/장대리 일부, 검단리/하신리 일부/평신리, 화양동/현천리, 설운리/농소리/후영리/백로담리/금담리 일부, 후평리/방을목리/덕거리 | 청천면         | 강평리, 거봉리, 고성리, 관평리, 귀만리, 금평리, 대전리, 대티리, 덕평리, 도원리, 무릉리, 부성리, 사기막리, 사담리, 삼락리, 상신리, 선평리, 송면리, 신월리, 여사왕리, 운교리, 월문리, 이평리, 지경리, 지촌리, 청천리, 평단리, 화양리, 후영리, 후평리 |
| 연풍군 현내면(縣內面) | 연풍면         | 갈금리, 분지리, 삼풍리, 원풍리, 유상리, 유하리, 적석리, 주진리, 행촌리 |
| 연풍군 면의면(勉儀面) 차대동/자노동 일부/옹점동 일부/(수회면) 석담동/광석동/문산동 일부, 병방동/운곡동/자노동 일부, 오가리/(장풍면) 양지동 일부, 조곡동, 추동/옹점동 일부 | 장연면         | 광진리, 방곡리, 오가리, 조곡리, 추점리 |
| 연풍군 장풍면(長豐面) 비도동 일부/(칠성면) 사평리 일부, 양지동 일부/음지동 일부/태성동 일부/장암동 일부, 양지동 일부/장암동 일부/비도동 일부, 비도동 일부/태성동 일부 | 장연면         | 비도리, 송덕리, 장암리, 태성리 |
| 연풍군 고사리면(古沙里面) 미륵동, 대사리/석문리, 온정동 일부/안보동 일부, 온정동 일부, 발화동/냉천동/내고동/안보동 일부 | 상모면(上芼面) | 미륵리, 사문리, 안보리, 온천리, 화천리 |
| 연풍군 수회면(水回面) 고운동, 문산동 일부/강진동, 주막동/중산동 일부, 중산동 일부, 토계동 | 상모면(上芼面) | 고운리, 문강리, 수회리, 중산리, 토계리 |
| 청안군 읍내면(邑內面) | 청당면         | 금신리, 문방리, 읍내리, 조천리, 청용리, 효근리 |
| 청안군 동면(東面) | 청당면         | 문당리, 백봉리, 부흥리, 운곡리, 장암리 |
| 청안군 북면(北面) 덕암리/구계리/천광리/둔산리/석화리 일부/지곡리 일부/(음성군 원남면) 눌문리 일부, 신곡리/노상리/백암리/노하리 일부/대지곡리, 금당리/도암리/진암리 일부/은행정리 일부/(근서면) 명암리 일부/(괴산군 서면) 진암리 일부, 광암리/백곡리/지곡리 일부/진암리 일부/석화리 일부, 입장리/칠송리/월강리/가정리/소강정리/전당리/노하리 일부/비석리 일부, 점촌/연치리 일부, 구화리/성도리/상작리/하작리/칠곡리/행화정리/명암리/비석리 일부 | 도안면         | 광덕리, 노암리, 도당리, 석곡리, 송정리, 연촌리, 화성리 |
| 청안군 남면(南面) 덕평리/장천리/동점리/탄치리 일부/(청주군 산외이면) 청유리 일부/월경리 일부, 탑동/금리/염곡리/포천리/금반리 일부/둔덕리 일부/서동 일부, 정복리/장봉리/구상리/덕령리/연정리/탄치리 일부/석동 일부, 율치리/삼기리/내봉천리/외봉천리/(산외이면) 청유리 일부, 중리/대수리/모평리/원평리/비학리/서동 일부/(산외이면) 월경리 일부 | 증평면         | 남차리, 남하리, 덕상리, 율리, 죽리 |
| 청안군 근서면(近西面) 시화리/단암리/선원리/평사리 일부/미륵리 일부/명암리 일부/(북면) 자양리/도안리, 궁전리/사청리/방곡리/평사리 일부/내룡리 일부/명암리 일부/증천리 일부/(읍내면) 회룡리 일부, 송오리/송치리/안자산리/사곡리 일부/미륵리 일부/(산외이면) 초중리 일부, 탑선리/연신리/연천리/반탄리/금곡리/사곡리 일부/(산외이면) 금대리 일부/(북강내이면) 금헌리, 곡강리/석현리/외룡리/내룡리 일부/증천리 일부/(남면) 석동 일부, 내상리/안합리/삼성리/장평리/평사리 일부/증천리 일부/(남면) 금반리 일부/둔덕리 일부/(산외이면) 초중리 일부 | 증평면         | 미암리, 사곡리, 송산리, 연탄리, 용강리, 증평리 |
| 1914년          | 1914년 | 현재            | 현재 |
| 면              | 정·리 | 구·읍·면        | 동·리 |
| --------------- | --- | --------------- | --- |
| 읍내면 (邑內面) | 대덕리, 대사리, 동부리, 서부리, 수진리, 정용리, 제월리 | 괴산군 괴산읍   | 대덕리, 대사리, 동부리, 서부리, 수진리, 정용리, 제월리 |
| 불정면 (佛頂面) | 능촌리, 사창리, 신기리, 신항리 | 괴산군 괴산읍   | 능촌리, 사창리, 신기리, 신항리 |
| 불정면 (佛頂面) | 목도리, 삼방리, 세평리, 신흥리, 앵천리, 외령리, 웅동리, 지장리, 창산리, 추산리, 탑촌리 | 괴산군 불정면   | 목도리, 삼방리, 세평리, 신흥리, 앵천리, 외령리, 웅동리, 지장리, 창산리, 추산리, 탑촌리 |
| 불정면 (佛頂面) | 문등리 | 음성군 소이면   | 문등리 |
| 소수면 (沼壽面) | 고마리, 길선리, 몽촌리, 소암리, 수리, 아성리, 옥현리, 입암리 | 괴산군 소수면   | 고마리, 길선리, 몽촌리, 소암리, 수리, 아성리, 옥현리, 입암리 |
| 사리면 (沙梨面) | 노송리, 방축리, 사담리, 소매리, 수암리, 이곡리, 중흥리, 화산리 | 괴산군 사리면   | 노송리, 방축리, 사담리, 소매리, 수암리, 이곡리, 중흥리, 화산리 |
| 문광면 (文光面) | 광덕리, 대명리, 문법리, 방성리, 송평리, 신기리, 양곡리, 옥성리, 유평리, 흑석리 | 괴산군 문광면   | 광덕리, 대명리, 문법리, 방성리, 송평리, 신기리, 양곡리, 옥성리, 유평리, 흑석리 |
| 감물면 (甘勿面) | 광전리, 구월리, 매전리, 백양리, 오성리, 오창리, 이담리 | 괴산군 감물면   | 광전리, 구월리, 매전리, 백양리, 오성리, 오창리, 이담리 |
| 감물면 (甘勿面) | 검승리 | 괴산군 괴산읍   | 검승리 |
| 칠성면 (七星面) | 갈읍리, 도정리, 두천리, 사은리, 사평리, 송동리, 쌍곡리, 외사리, 율원리, 율지리 | 괴산군 칠성면   | 갈읍리, 도정리, 두천리, 사은리, 사평리, 송동리, 쌍곡리, 외사리, 율원리, 율지리 |
| 장연면 (長延面) | 비도리, 태성리 | 괴산군 칠성면   | 비도리, 태성리 |
| 장연면 (長延面) | 광진리, 방곡리, 송덕리, 오가리, 장암리, 조곡리, 추점리 | 괴산군 장연면   | 광진리, 방곡리, 송덕리, 오가리, 장암리, 조곡리, 추점리 |
| 연풍면 (延豊面) | 갈금리, 분지리, 삼풍리, 원풍리, 유상리, 유하리, 적석리, 주진리, 행촌리 | 괴산군 연풍면   | 갈금리, 분지리, 삼풍리, 원풍리, 유상리, 유하리, 적석리, 주진리, 행촌리 |
| 상모면 (上毛面) | 고운리, 미륵리, 사문리, 수회리, 안보리, 온천리, 중산리, 화천리 | 충주시 수안보면 | 고운리, 미륵리, 사문리, 수회리, 안보리, 온천리, 중산리, 화천리 |
| 상모면 (上毛面) | 문강리, 토계리 | 충주시 살미면   | 문강리, 토계리 |
| 청천면 (靑川面) | 강평리, 거봉리, 고성리, 관평리, 귀만리, 금평리, 대전리, 대티리, 덕평리, 도원리, 무릉리, 부성리, 사기막리, 사담리, 삼락리, 상신리, 선평리, 송면리, 신월리, 여사왕리, 운교리, 월문리, 이평리, 지경리, 지촌리, 청천리, 평단리, 화양리, 후영리, 후평리 | 괴산군 청천면   | 강평리, 거봉리, 고성리, 관평리, 귀만리, 금평리, 대전리, 대티리, 덕평리, 도원리, 무릉리, 부성리, 사기막리, 사담리, 삼락리, 상신리, 선평리, 송면리, 신월리, 여사왕리, 운교리, 월문리, 이평리, 지경리, 지촌리, 청천리, 평단리, 화양리, 후영리, 후평리 |
| 청당면 (淸塘面) | 금신리, 문당리, 문방리, 백봉리, 부흥리, 운곡리, 읍내리, 장암리, 조천리, 청용리, 효근리 | 괴산군 청안면   | 금신리, 문당리, 문방리, 백봉리, 부흥리, 운곡리, 읍내리, 장암리, 조천리, 청용리, 효근리 |
| 증평면 (曾坪面) | 남차리, 남하리, 덕상리, 미암리, 사곡리, 송산리, 연탄리, 용강리, 율리, 죽리 | 증평군 증평읍   | 남차리, 남하리, 덕상리, 미암리, 사곡리, 송산리, 연탄리, 용강리, 율리, 죽리 |
| 증평면 (曾坪面) | 증평리 분할< | 증평군 증평읍   | 교동리, 내성리, 대동리, 신동리, 장동리, 중동리, 증천리, 증평리, 창동리 |
| 도안면 (道安面) | 광덕리, 노암리, 도당리, 석곡리, 송정리, 연촌리, 화성리 | 증평군 도안면   | 광덕리, 노암리, 도당리, 석곡리, 송정리, 연촌리, 화성리 |

14면 - 읍내면, 청천면, 칠성면, 불정면, 소수면, 사리면, 문광면, 감물면, 연풍면, 장연면, 상모면, 청당면, 증평면, 도안면
- 1917년 읍내면을 괴산면으로, 청당면을 청안면으로 개칭하였다.
- 1947년 2월 1일 장연면 비도리가 칠성면에, 불정면 사창리·신기리·능촌리·신항리가 괴산면에 편입되었다.[6]
- 1949년 8월 13일 증평면이 증평읍으로 승격하였다.[7] (1읍 13면)
- 1963년 1월 1일 상모면이 중원군으로 편입되었다. 문경군 농암면 삼송리가 청천면에 편입되었다.[8] (1읍 12면)
- 1973년 7월 1일 불정면 문등리가 음성군 소이면으로, 중원군 이류면 하문리를 불정면으로, 청원군 북이면 초중리를 증평읍으로, 감물면 검승리를 괴산면으로 편입하였다.[9]
- 1979년 5월 1일 괴산면이 괴산읍으로 승격하였다.[10] (2읍 11면)
- 1989년 1월 1일 장연면 태성리가 칠성면에 편입되었다.[11]
- 1990년 12월 31일 증평읍과 도안면을 관할하는 증평출장소가 설치되었다.[12]
- 2003년 8월 30일 증평출장소 관할이었던 증평읍과 도안면에 증평군이 출범하면서 괴산군에서 분리되었다.[13] (1읍 10면)

## 행정 구역
괴산군의 행정 구역은 1읍 10면이다. 괴산군의 면적은 842.1km2이고, 인구는 2011년 7월말 기준으로 17,488 세대, 36,861명으로, 이 중 24.7%가 괴산읍에 거주한다. 1965년 괴산군의 인구는 159,515명이었다.
| 읍면동 | 한자   | 면적   | 세대   | 인구   | 행정지도 |
| ------ | ------ | ------ | ------ | ------ | -------- |
| 괴산읍 | 槐山邑 | 49.62  | 3,971  | 9,090  |          |
| 감물면 | 甘勿面 | 42.77  | 938    | 1,950  |          |
| 장연면 | 長延面 | 61.37  | 960    | 1,977  |          |
| 연풍면 | 延豊面 | 93.26  | 1,216  | 2,543  |          |
| 칠성면 | 七星面 | 101.49 | 1,359  | 2,868  |          |
| 문광면 | 文光面 | 56.02  | 1,020  | 2,037  |          |
| 청천면 | 靑川面 | 208.94 | 2,597  | 5,061  |          |
| 청안면 | 淸安面 | 70.88  | 1,645  | 3,408  |          |
| 사리면 | 沙梨面 | 50.62  | 1,403  | 3,015  |          |
| 소수면 | 沼壽面 | 46.55  | 952    | 1,920  |          |
| 불정면 | 佛頂面 | 60.54  | 1,427  | 2,992  |          |
| 괴산군 | 槐山郡 | 842.10 | 17,488 | 36,861 |          |

### 괴산·증평 간 재통합 문제
2003년 괴산군 증평읍에 있던 증평출장소가 증평군으로 승격되어 괴산군으로부터 분리된 이후 괴산군의 군세가 약화되었다. 또한 괴산군 서부에 위치한 사리면과 청안면은 괴산읍보다 증평읍과 밀접한 생활권을 형성한다. 괴산군에서는 증평군의 분리가 특정 정당의 이익과 정치적 이해관계에 따른 것이었고 이로 인해 주민들이 불편을 겪고 있다며 증평군과 재통합이 필요하다고 주장하고 있다. 그러나 증평군은 "증평군과 괴산군은 문화와 생활권이 엄연히 다르다."면서 재통합에 부정적인 입장이다.

## 군청
- 현재 괴산군청은 충청북도 괴산군 괴산읍에 위치하고 있다.

## 산업

### 지역내 총생산
괴산군의 2011년 지역내 총생산은 2조 1584억 원으로 충북 전체의 2.1%를 차지하고 있다. 이 중 농림어업(1차산업)은 3544억 원으로 전체의 16.42%를 차지하고, 광업 및 제조업(2차산업)은 8816억 원으로 전체의 40.84%를 차지하며, 상업 및 서비스업(3차산업)은 9224억 원으로 전체의 42.74%를 차지한다. 3차산업 부문에서는 특히 건설업(15.35%), 공공행정(7.79%), 보건 및 사회복지서비스업(2.79%), 금융및 보험업(2.79%)이 큰 비중을 차지하고 있다.

### 산업별 종사자수
2014년 괴산군 산업의 총종사자 수는 12,363명으로 충청북도 총종사자 수의 2.0%를 차지하고 있다. 이중 농림어업(1차산업)은 157명으로 전체의 1.3%를 차지하고 있고, 광업 및 제조업(2차산업)은 3,237명으로 전체의 26.2%를 차지하고 있으며, 상업 및 서비스업은 8,969명으로 전체의 72.5%를 차지하고 있다. 2차산업은 충청북도 전체의 비증(28.9%)보다 낮고, 3차산업은 충청북도 전체 비중(70.8%)보다 높다. 3차산업 부문에서는 숙박 및 음식점업(13.9%), 도소매업(11.1%), 교육서비스업(10.2%), 공공행정(8.4%)이 큰 비중을 차지한다.

### 농업
농경지가 협소한 데다가 밭의 비율이 커서 과거 주민들은 식량난을 면치 못했으나 주민들의 노력 결과 자급하고 남을 정도가 되었다. 부업으로 목재·장작·숯 등의 임산물에 많이 의존했으나 이후에는 기후·토질에 적합한 인삼을 재배하게 되어 양은 많지 않으나 질이 개성인삼을 능가한다는 호평을 받고 있다. 청안면·칠성면 등지에서 질이 좋은 인삼이 생산된다. 주요 농산물은 쌀·맥류·콩·담배·인삼·누에고치 등을 비롯하여 느타리버섯·배·오이·방울토마토·송이버섯·사과·잡곡·목공예·한지·팽이버섯 등이 유명하다. 한우·멧돼지를 비롯한 축산업과 송어 양식도 발전했다. 대한민국에서 유기농 농장이 가장 많은 지역이기도 하다. 이로 인해 한살림 농장뿐만 아니라 자연드림 테마파크 등이 이 지역에 있다.

### 광업
산지이기 때문에 각종 지하자원의 매장량이 많다. 금·은·동·중석·아연·흑연·무연탄 등이 채굴되었으나 현재는 폐광된 곳이 많다.

### 제조업
충북 거점의 대표적인 향토기업인 우진산전이 사리면 방축리에 본사를 두고 있다.

### 발전소
칠성면 사은리에 괴산수력발전소가 있다. 1957년 2월에 대한민국 기술진에 의해 준공된 이 발전소는 달천에 건설했으며, 댐 길이 171m, 높이 28m, 폭 45m, 수심 16m, 유역 면적 671m2, 총저수량, 1,532만 9천m3, 발전기 1,300kW 2대로서 2,600kW의 발전을 하고 있다. 충주댐의 완공 이후 공업지대가 설립되었다.

## 문화·관광
- 괴산 원풍리 마애불좌상

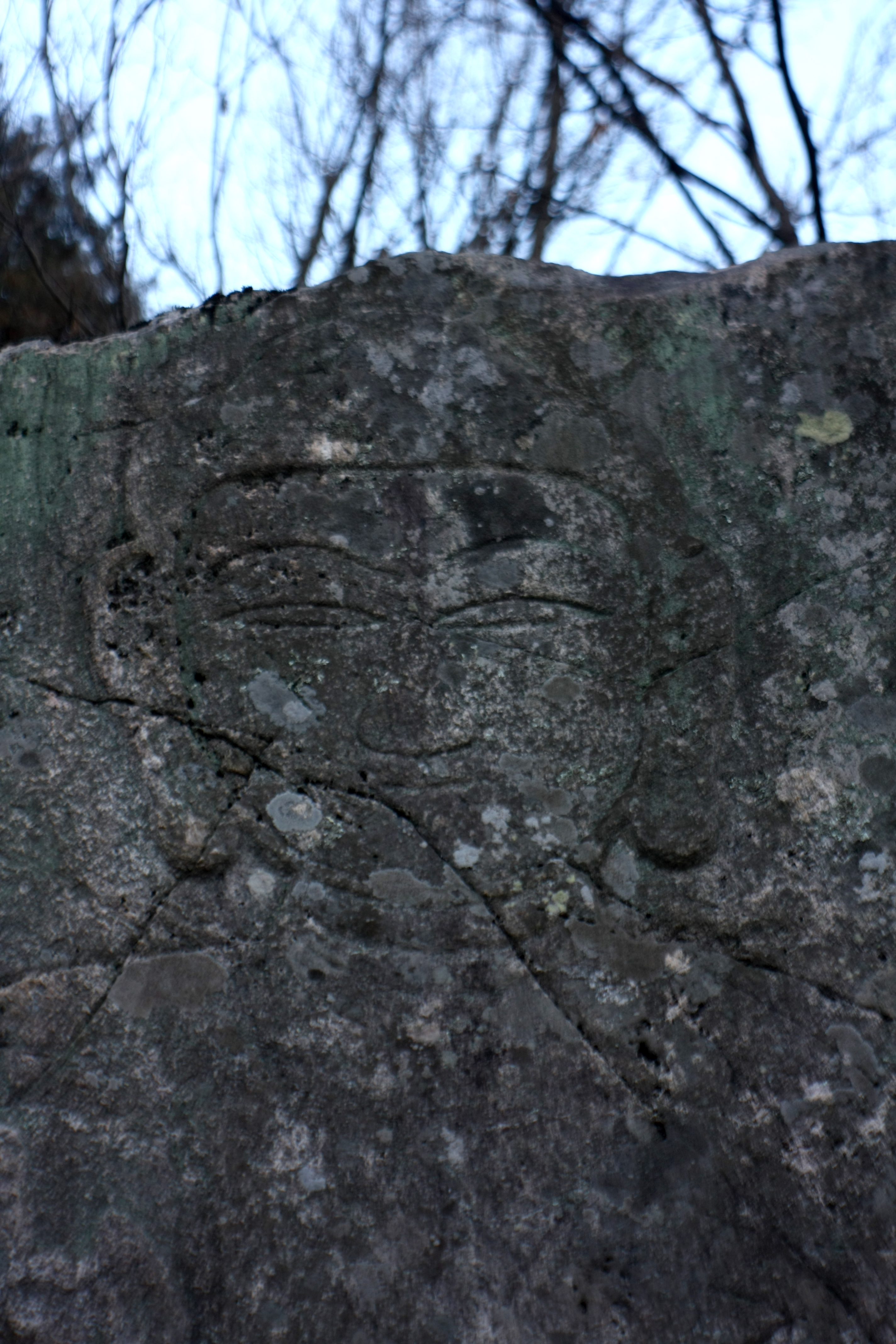
원풍리 마애불좌상

괴산군 연풍면 원풍리에 있는 고려시대의 마애불 좌상이다. 12m 높이의 암벽에 3.6×3.6m 크기의 방형 감실을 파고 그 안에 3.1m 높이의 불상 2구를 반육각으로 조각하였는데 두 불상을 나란히 배치한 병좌상으로서는 희귀한 예로 주목되고 있다. 넓적하면서도 힘있는 얼굴에 가늘고 긴 눈, 넓적한 입 등의 조각수법은 평면적으로 양감이 거의 드러나 있지 않지만, 얼굴 전반에 미소가 번지고 있어 완강하면서도 한결 자비로운 느낌을 준다. 신체 또한 반듯한 어깨, 평평한 가슴 등으로 형식화되었으며, 통견의 법의 주름은 무딘 선각으로 표현되었다. 광배에는 화불이 조각되었으나 세부 수법은 마멸 때문에 분명하지 않다.
- 각연사

괴산군 칠성면 태성리에 위치한 사찰이다. 신라 법흥왕 때 유일대사가 세웠다는 설이 있다. 각연사에는 보물 제433호인 비로자나불좌상을 비롯하여 비로전(충청북도 유형 문화재 제125호), 대웅전, 통일대사비(충청북도 유형문화재 제2호), 부도 등 많은 문화재가 있다.
- 괴산 올갱이 축제

칠성면 율원리 둔율 마을에서 2008년부터 매년 여름 둔율강변에 서식하는 올갱이(다슬기의 방언)를 주제로 가족 단위 도시민들이 체험할 수 있는 축제를 열었다. 2012년에는 올갱이 축제가 농림수산식품부 우수 농어촌축제로 선정됐다. 이 마을 주민들은 도시민을 초청해 보고, 즐기고, 체험할 수 있는 참여형 축제로 발전시켜왔고 올갱이를 테마로 한 소재가 독특해 이번 우수농어촌축제로 뽑혔다.

## 교통

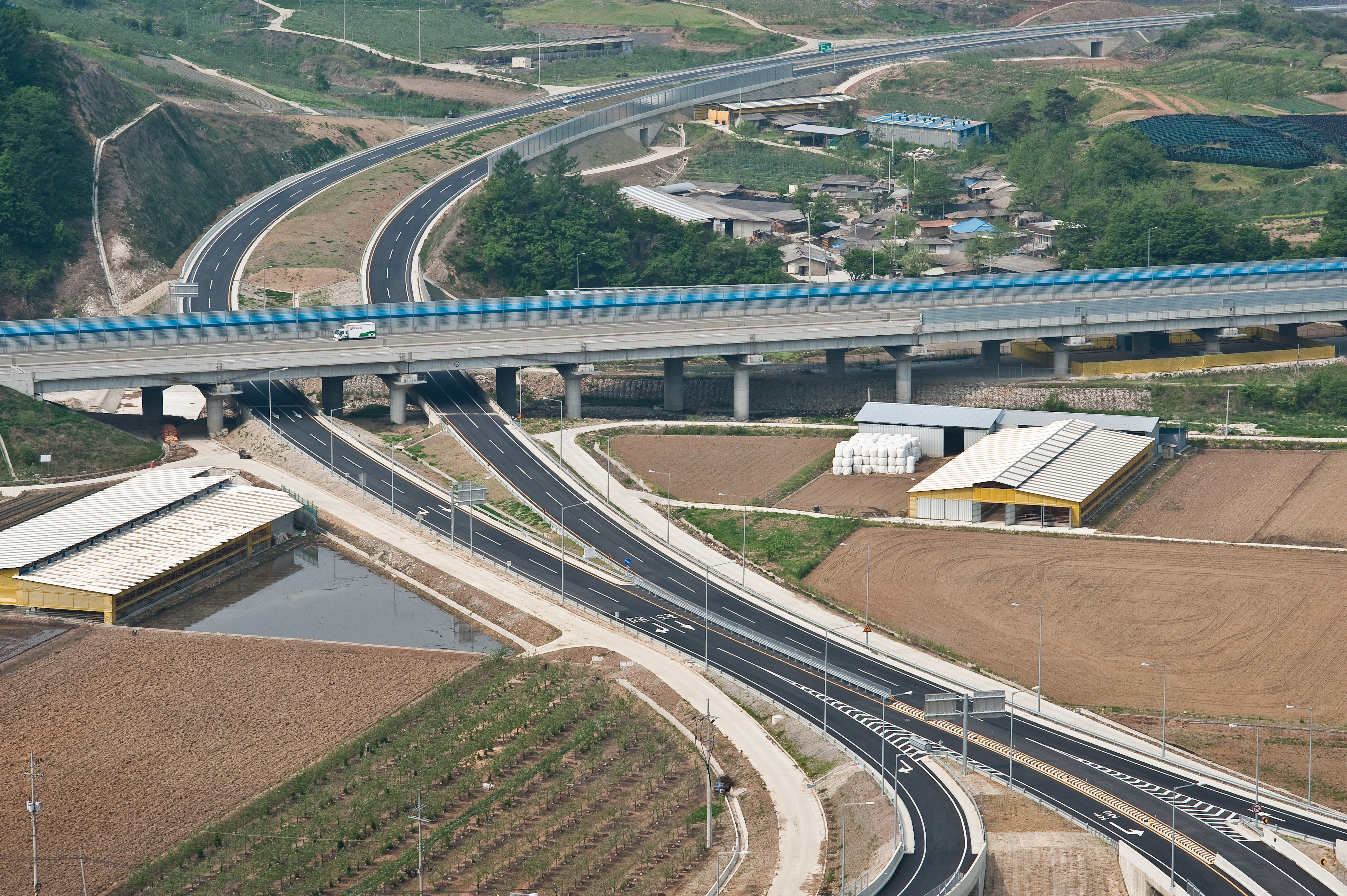
이화령에서 바라본 연풍 나들목

옛날에는 영남가도(서울－충주－대구－경주)가 군의 동쪽 이화령(梨花嶺, 548ｍ)을 통하였다. 현재는 괴산읍을 중심으로 동·서·남·북으로 국도가 통과하여 청주·충주·문경·장호원·보은 등으로 통할 수 있다.
고속도로중부내륙고속도로가 괴산군을 지난다. 연풍 나들목, 괴산 나들목에서 접근 가능하다. 청주시 청원구 오창읍에 위치한 중부고속도로 증평 나들목에서도 괴산군으로의 접근이 이용하다.
시외버스괴산읍내에 위치한 괴산시외버스공용터미널에서 동서울, 청주, 충주, 이천을 오가는 시외버스를 이용할 수 있다.
시내버스
괴산군의 농어촌버스는 괴산군의 대규모 대중교통이며 대부분 괴산버스터미널에서 출발한다. 일부는 증평군까지 운행하기도 한다.
철도증평군의 신설 이후 철도가 없는 상태가 되었다. 중부내륙선의 완공 이후 연풍면에들어서며 이는 증평군 분리 20년 만에 괴산군의 첫번째 철도역이 되었다.
- 중부내륙선

(충주시) ← 연풍역→ (문경시)

## 교육 기관
- 국공립대학교

|  | - 육군학생군사학교(문무대(文武臺)) |

- 사립대학교

|  | - 중원대학교 |

- 고등학교

|  | - 괴산고등학교 |

- 중학교

|  | - 괴산북중학교 - 괴산중학교 | - 송면중학교 - 연풍중학교 | - 청안중학교 - 청천중학교 | - 칠성중학교 |

## 자매 도시
- 대한민국
  - 인천광역시 중구
  - 서울특별시 관악구, 강남구, 구로구, 강서구
  - 경기도 안양시, 의왕시, 의정부시
  - 대구광역시 북구
  - 전라남도 신안군
- 중국 지린성 지안 시

## 같이 보기
- 대한민국의 지리